# Tom Reichelt (Skilangläufer)
Tom Reichelt (* 12. Mai 1982 in Marienberg) ist ein ehemaliger deutscher Skilangläufer, Mitglied der deutschen Nationalmannschaft und Olympiateilnehmer 2010 in Vancouver. Er gewann 2014 die Gesamtwertung des Marathon Cups.

## Leben
Reichelt stammt aus Heidersdorf bei Seiffen im Erzgebirge, wo er bis 1992 die Grundschule besuchte. Sein erster Trainer war Frank Hiemann. Bis 1996 ging er in das Gymnasium in Olbernhau. Dann ging er in das Sportgymnasium Oberwiesenthal. Seit 1998 ist er Mitglied der Nationalmannschaft. 2001 legte er das Abitur ab.
Nach dem Grundwehrdienst wurde er 2002 Sportsoldat in der Sportfördergruppe der Bundeswehr in Frankenberg.

## Karriere
Tom Reichelt startete für den WSC Erzgebirge Oberwiesenthal. Bei den Juniorenweltmeisterschaften 2002 in Schonach im Schwarzwald wurde er 16. über 10 Kilometer in der freien Technik und 26. über 30 Kilometer im klassischen Stil. Sein Debüt im Skilanglauf-Weltcup feierte Tom Reichelt im Januar 2003 in Oberhof. Zwei Jahre später holte der Sachse in Nové Město na Moravě seine ersten Weltcup-Punkte. Ein erster großer Durchbruch gelang ihm im März 2006, als er sensationell beim Weltcuprennen über die 50 km Freistil am Holmenkollen den dritten Platz belegte, sein bis dato bestes Ergebnis.
Bei der Nordischen Ski-WM 2007 im japanischen Sapporo, seiner ersten WM-Teilnahme, gelang es Reichelt, in der Disziplin über 50 km den 18. Platz zu erkämpfen.
Tom Reichelt konnte seine Stärken vor allem in langen und anspruchsvollen Rennen in der freien Technik ausspielen. Hier gewann er einige Rennen außerhalb des FIS-Weltcups, u. a. den König-Ludwig-Lauf 2006 und 2008.
Bei den Weltmeisterschaften 2007 im japanischen Sapporo wurde er 18. über 50 Kilometer in der klassischen Technik. Am 22. November 2008 belegte Reichelt beim Weltcup-Auftakt im schwedischen Gällivare überraschend den vierten Platz über 15 km Freistil und erreichte damit, als Ersatzmann angereist, als erster Deutscher die Qualifikation für die Nordische Ski-WM 2009 im tschechischen Liberec. Dort wurde er 32. im Sprint, 39. im Skiathlon und 23. über 50 Kilometer in der freien Technik.
Bei der Tour de Ski 2008/2009 lief Reichelt bei der abschließenden Bergverfolgung die zweitschnellste Zeit, 1,5 Sekunden hinter dem Schnellsten Ivan Babikov. Damit gelang ihm sein erster zweiter Platz bei einem Weltcuprennen. Im Gesamtklassement der Tour de Ski belegte er den 29. Platz.
Bei den Olympischen Winterspielen 2010 in Vancouver belegte Reichelt, als Ersatzmann nachgerückt, über 15 Kilometer im freien Stil den 46. Rang. Er startete auch im Skiathlon (15 km klassisch und 15 km frei), bei dem er den 35. Platz belegte. Bei den Weltmeisterschaften 2011 erreichte er Platz 36 im Skiathlon und wurde 18. über 50 Kilometer in der freien Technik. Seinen letzten Weltcup lief er am 14. Dezember 2013, als er über 30 Kilometer in der freien Technik im schweizerischen Davos 28. wurde. Anschließend lief er noch die Rennen des Marathon Cups, dessen Gesamtwertung er gewinnen konnte. Dabei gelang ihm am 22. Februar 2014 der Sieg beim American Birkebeiner. Nach der Saison beendete er seine Karriere.